# ゾーズ・ダンシング・デイズ
ゾーズ・ダンシング・デイズ (Those Dancing Days) は、スウェーデンのインディー・ポップバンド。
バンドのメンバー5人は全員、ストックホルム出身の少女で、うち2人は2008年8月に高校を卒業したばかりである。バンド名はレッド・ツェッペリンのアルバム『聖なる館』の収録曲「ダンシング・デイズ」に由来する。
バンドは2005年9月に結成。その後、ロンドンのレーベルであるウィチタ・レコーディングス (Wichita Recordings) と契約し、2007年10月にデビュー・シングル「ゾーズ・ダンシング・デイズ」をリリースした。2008年10月にデビュー・アルバム『イン・アワー・スペース・ヒーロー・スーツ』をリリース。
2008年11月7日、代官山UNITで初の日本公演を行った。

## メンバー
- リニア・ジョンソン (Linnea Jönsson) ボーカル
- リサ・パイク・ウィルストーム (Lisa Pyk Wirström) キーボード
- レベッカ・ロルファルト (Rebecka Rolfart) リードギター
- ミンミ・エヴレル (Mimmi Evrell) ベース
- シシー・エフライムソン (Cissi Efraimsson) ドラムス

## ディスコグラフィ

### EP
- ゾーズ・ダンシング・デイズEP / Those Dancing Days EP （2007年）

### スタジオ・アルバム
- イン・アワー・スペース・ヒーロー・スーツ / In Our Space Hero Suits （2008年）